# شهرستان گیلز (ویرجینیا)
شهرستان گیلز، ویرجینیا (به انگلیسی: Giles County, Virginia) یک سکونتگاه مسکونی در ایالات متحده آمریکا است که در ویرجینیا واقع شده‌است.

## خصوصیات
شهرستان گیلز ۹۳۲٫۴ کیلومترمربع مساحت دارد.